# Brink & Van Keulen
Brink & Van Keulen is een Nederlands familiebedrijf gevestigd in Amsterdam, dat gespecialiseerd is in het gieten van oud-Hollandse koperen kroonluchters.

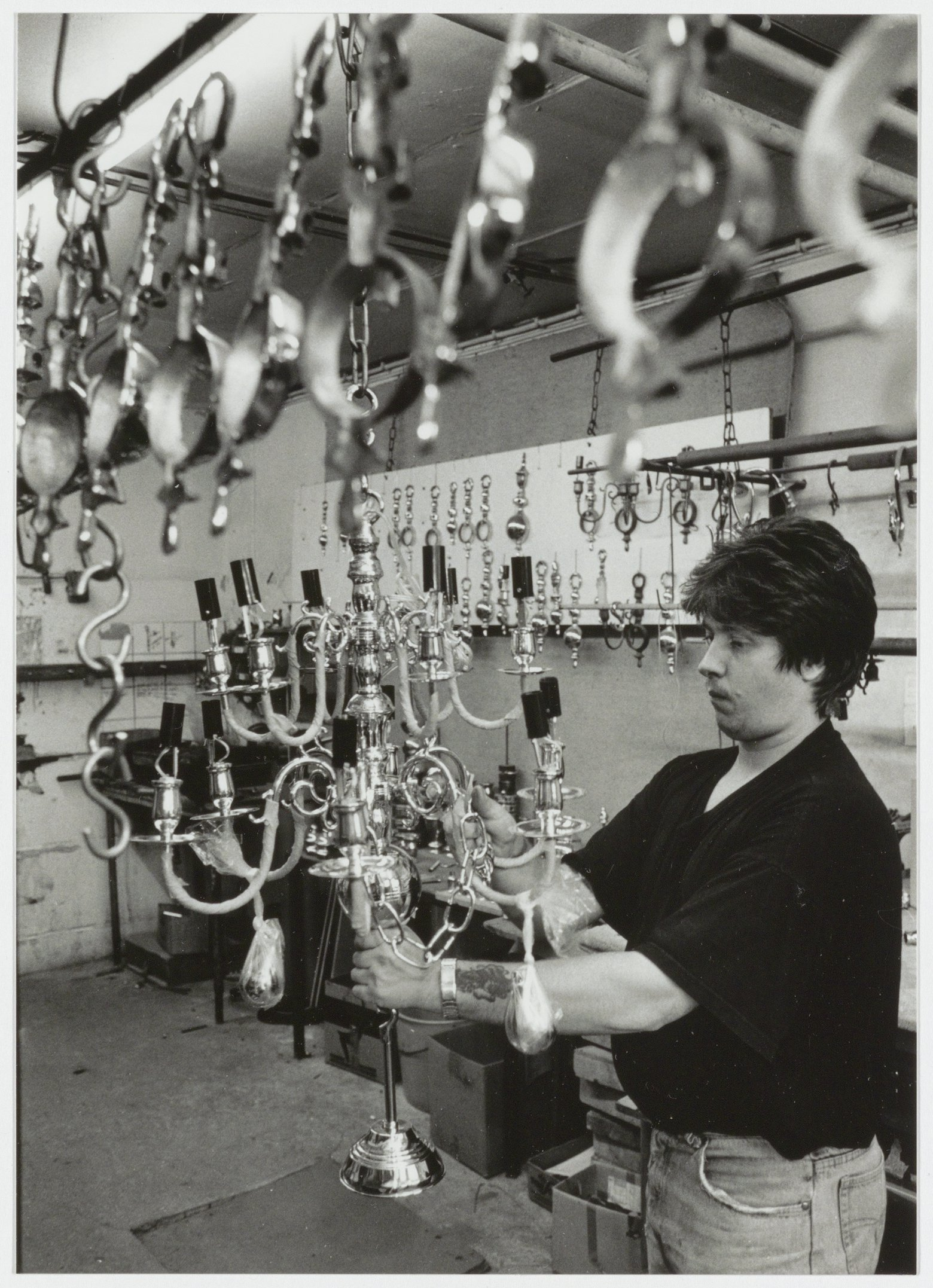
Koperen kandelaars in de Kopergieterij Brink & van Keulen aan de Koudenhorn 66-70, tijdens Open Monumentendag. NL-HlmNHA 54035339

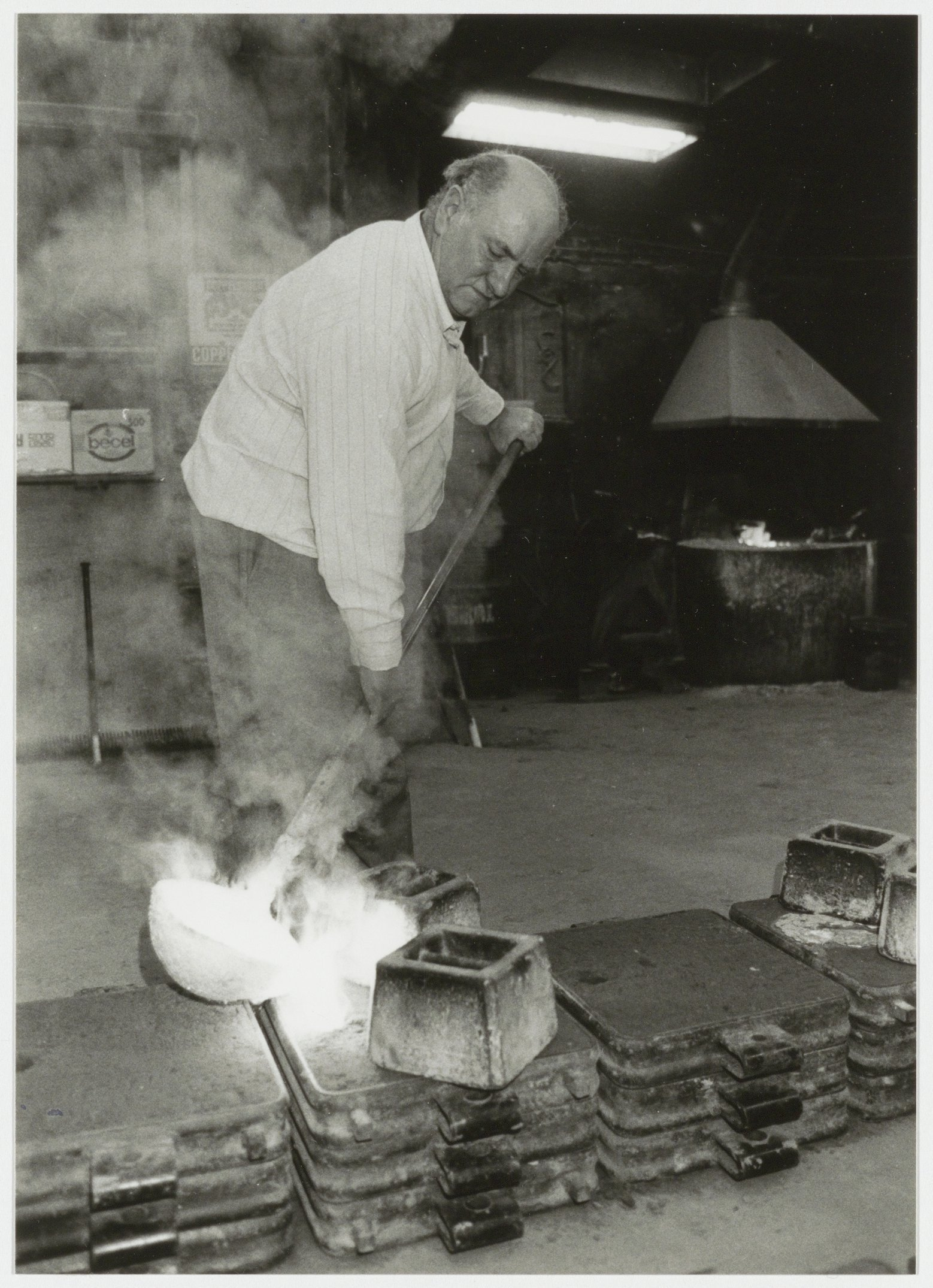
Demonstratie van kopergieten in Oudhollandse Kopergieterij Brink & van Keulen aan de Koudenhorn 66-70 door Pieter van Loevezijn tijdens Open Monumentendag. NL-HlmNHA 54035338

## Geschiedenis
Het bedrijf is in 1946 opgericht door de broers Egbert en Anton Brink (metaalgieter van beroep), samen met Marinus Leendert van Keulen. Men had een werkplaats aan de Koudehorn in Haarlem. Op verzoek en idee van Canneman, hoofdarchitect bij de Rijksdienst voor Monumentenzorg, specialiseerde het bedrijf zich in het produceren van koperen kroonluchters, vervaardigen van replica’s van oud-Hollandse kronen en de restauratie van oude kronen. Men verhuisde in 1950 in verband met ruimtegebrek naar de Lange Margarethastraat 34 te Haarlem.
De zoon van Anton Brink, Willem was ook werkzaam binnen het bedrijf en leerde het vak van zijn vader. Hij bekleedde binnen de organisatie alle ambachten, van gieter tot polijster, van draaier tot directielid. De derde generatie werd ook actief binnen het bedrijf. De dochter van Willem Brink trad in zijn voetsporen en zij hield zich voornamelijk bedrijfsmatig bezig met het bedrijf.
Na zeer succesvolle jaren kreeg Brink & van Keulen een zware tijd in de jaren 80. De kerkenbouw in Nederland stagneerde en het kerkbezoek liep terug. Vooral restauratie-werkzaamheden bleven over als werkaanbod. In 2007 verhuisde het bedrijf naar Amsterdam. Dit bracht geen direct succes. In 2009 ging het bedrijf failliet nadat men eind 2008 als laatste project nieuwe kerkkronen had gemaakt voor de kerk in Edam. Eigenaar Willem Brink keerde terug naar Haarlem als vestigingsstad voor zijn nieuwe bedrijf, Koperrestauratie Brink Haarlem. Voor het bedrijf Brink en van Keulen kwam een doorstart onder leiding van Pim van Konijnenburg. Sinds 2016 staat het bedrijf mede onder leiding van zijn zoon Floris.

## Bekende uitgevoerde kroonluchterprojecten
- De Martinikerk in Groningen[6]
- De Nieuwe Kerk in Amsterdam (1973)[7]
- De Oude Kerk in Amsterdam[8]
- Bavokerk Haarlem[9]
- De Oude Kerk in Delft.
- De Kloosterkerk in Den Haag (1981)[10]
- Jacobskerk in Winterswijk (2007)[11]
- Esnoga-synagoge in Amsterdam (1993)